# Charles John Krieger
Charles John Krieger (1898) è stato un astronomo statunitense.
Il Minor Planet Center gli accredita la scoperta dell'asteroide 8604 Vanier effettuata il 12 agosto 1929.